# Daylight (canción de Maroon 5)
«Daylight» —en español: «Luz del día»— es una canción de la banda estadounidense Maroon 5, incluida en su cuarto álbum de estudio Overexposed, de 2012. La compusieron Adam Levine, Max Martin, Mason Levy y Sam Martin y la produjeron los tres primeros. Musicalmente, es una balada soft rock con influencias de pop rock y su letra trata de «aprovechar al máximo la última noche con alguien especial antes de que la relación termine».
El tema recibió comentarios tanto negativos como positivos de parte de los críticos, quienes compararon su sonido con el de la banda Coldplay. Comercialmente, obtuvo un rendimiento moderado en Norteamérica; en los Estados Unidos, llegó al séptimo puesto de la lista Billboard Hot 100, por lo que convirtió a Overexposed en el primer álbum de la banda en obtener tres canciones dentro del top diez, junto con «Payphone» y «One More Night», mientras que en Canadá, alcanzó la quinta casilla de su conteo Canadian Hot 100. Adicionalmente, estuvo entre el top cuarenta de las listas musicales de Australia, Austria, Eslovaquia, Irlanda, México, Nueva Zelanda y la República Checa.
Para su promoción, la banda publicó dos vídeos musicales en su cuenta VEVO en YouTube: el primero, lo lanzaron el 11 de diciembre de 2012 y cuenta con partes de muchos vídeos de fanáticos mostrando sus más profundos sentimientos, tanto alegres como tristes. El segundo, lo publicaron el 13 de enero de 2013 como parte del proyecto musical Playing for Change, en el que aparecen distintos músicos de todo el mundo tocando en las calles de sus ciudades respectivas. Maroon 5 presentó el sencillo en distintos programas de televisión como The Voice, Saturday Night Live y también en un popurrí con «Girl on Fire» junto a Alicia Keys en la quincuagésima quinta entrega de los premios Grammy.

## Antecedentes y descripción

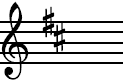
La canción está compuesta en la tonalidad de re mayor.

En su sitio web, el 22 de octubre de 2012, la banda declaró que lanzarían «Daylight» como tercer sencillo de Overexposed el 8 de noviembre de 2012 en el reality show The Voice. En una entrevista con Jimmy Fallon, Adam Levine declaró que es su tema favorito del disco. Lo compusieron Adam Levine, Max Martin, Mason Levy y Sam Martin y la produjeron los tres primeros. Su letra trata de «aprovechar al máximo la última noche con alguien especial antes de que la relación termine». Según Rashod Ollison de The Virginian Pilot, Levine es «el amante que por alguna razón, tiene que escapar del amanecer. [Esto lo demuestra las líneas:] "Cause in the daylight / We'll be on our own / But tonight I need to hold you so close" —en español: "Porque en la luz del día / Estaremos en lo nuestro / Pero esta noche necesito celebrar [por] tenerte cerca"—». De acuerdo con Scott Shetler de Pop Dust, «él no explica exactamente por qué tiene que irse pero podemos inferir que los problemas se han venido dando un tiempo atrás, esto se refleja en [las líneas]: "We knew this day would come / We knew it all along / How did it come so fast?" ("Sabíamos que este día llegaría / Lo sabíamos todo el tiempo / ¿Cómo llegó tan rápido?")».
«Daylight» es una balada de género soft rock con influencias de pop rock. De acuerdo con una partitura publicada en el sitio web Musicnotes por Universal Music Publishing Group, el tema está compuesto en la tonalidad de re mayor. El registro vocal de Levine se extiende desde la nota si♯3 hasta la la♯5. Helen Nowotnik de The Triangle analizó: «Si "Never Gonna Leave This Bed" y "Must Get Out" 'colisionan en una canción, surgiría "Daylight" [...] Es la fusión perfecta de sonidos viejos y nuevos de Maroon 5». De acuerdo con Cameron Adams del periódico australiano Herald Sun, la introducción de la pista es la misma que la de «Just Want You to Know» de Backstreet Boys de 2005.

## Recepción

### Comentarios de la crítica

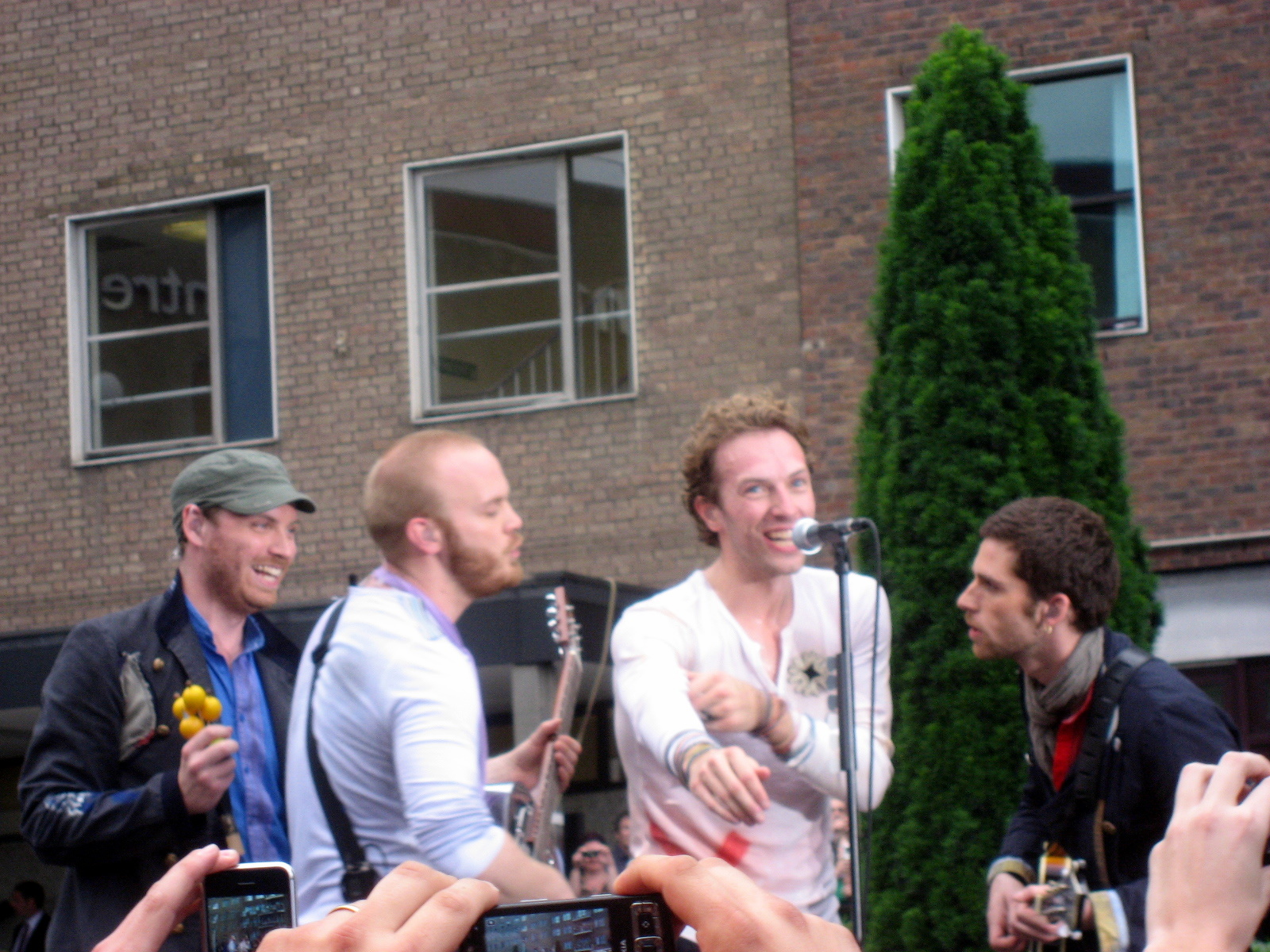
Diversos críticos compararon el sonido del tema con el de la banda Coldplay.

«Daylight» recibió comentarios tanto positivos como negativos. Cameron Adams del periódico australiano Herald Sun escribió que: «Suena como [si] Max Martin [estuviera] intentando escribir una canción de Coldplay y reciclando [algunos] temas de Backstreet Boys». Chris Payne de Billboard comentó que el sencillo es «una historia agridulce» y agregó que es un homenaje al vocalista de Coldplay Chris Martin. Por su parte, Mesfin Fekadu de The Huffington Post escribió que «Daylight» es «una mala versión de Coldplay». Igualmente, Adam Markovitz de Entertainment Weekly la denominó como una canción de dicha banda. Evan Sawdey de PopMatters dijo que el sencillo «es un gran himno que realmente pudo ser mejor [si] el estribillo no se basara en una gama fina de tambores». Scott Shetler de Pop Crush escribió: 

«"Daylight" no nos dejó impresionados inmediatamente, pero sus letras cariñosamente agridulces y [sus] cantos pegadizos hacen que este [sea un] tema que seguramente va a mejorar cada vez que suena. A pesar de que las canciones más lentas no les va particularmente bien en la radio actualmente, este podría ser lo suficientemente fuerte como para demostrar lo contrario, sobre todo porque la popularidad de Maroon 5 está en su punto más alto con el éxito de sus sencillos predecesores "Payphone" y "One More Night"».

### Rendimiento comercial

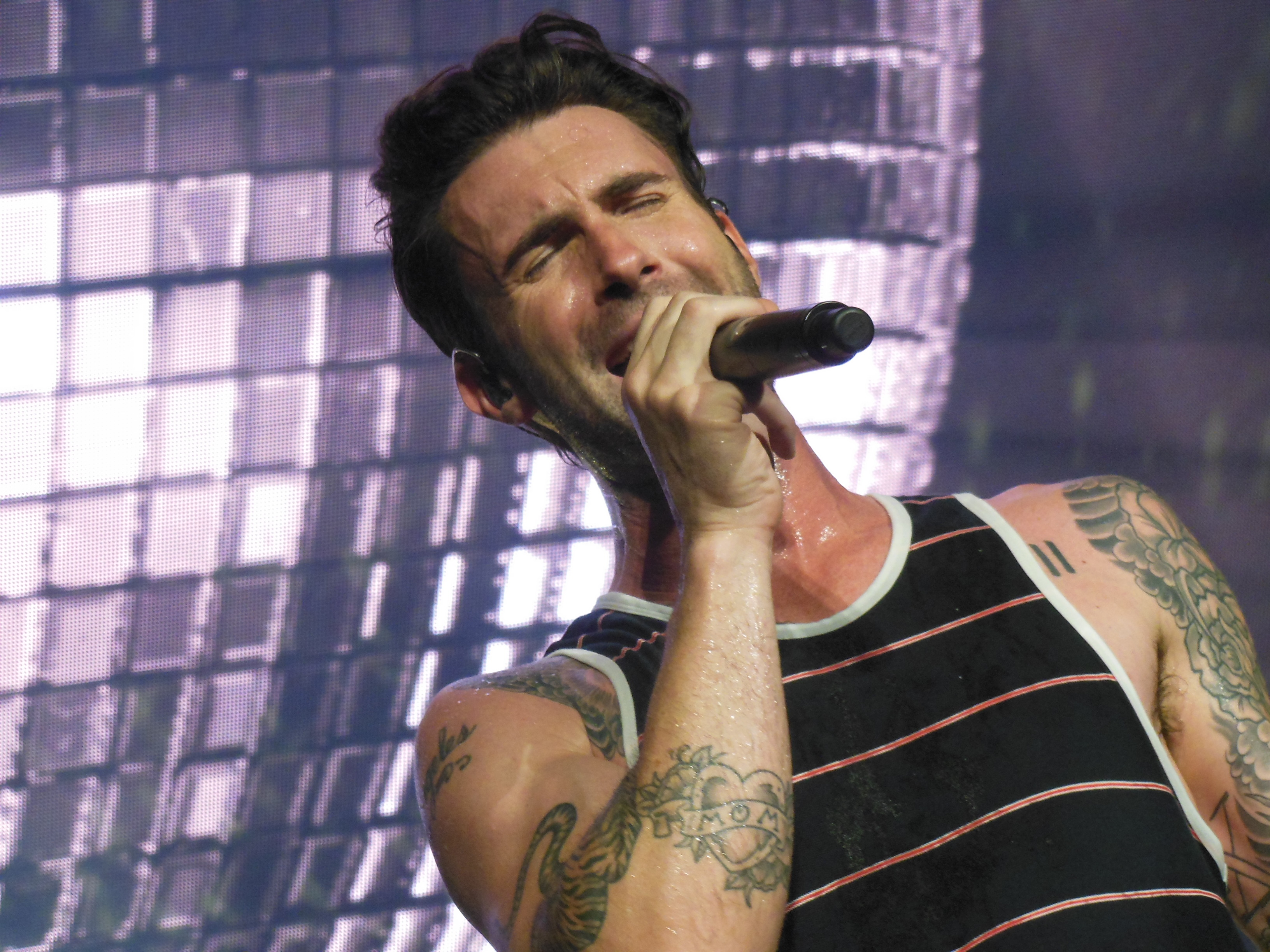
Adam Levine, vocalista de la banda.

«Daylight» obtuvo un rendimiento comercial moderado alrededor del mundo. En los Estados Unidos, entró en la posición número setenta y siete de la lista Billboard Hot 100. Semanas después, alcanzó el séptimo lugar con ventas de 121 000 copias, por lo que convirtió a Overexposed en el primer álbum de la banda en obtener tres canciones dentro del top diez, junto con «Payphone» y «One More Night». Por otro lado, debutó en el trigésimo octavo puesto de la lista Pop Songs con 1348 detecciones. Posteriormente, llegó a la cima con 13 228 reproducciones a su decimoséptima semana, lo que convirtió a Maroon 5 en la banda con mayor encabezamientos en toda la historia del conteo, con seis canciones. En tanto en la Adult Pop Songs, igualmente logró el primer lugar por cuatro semanas consecutivas, llegando a tener en su tercera edición en la cima 4680 reproducciones. Adicionalmente, llegó a las posiciones número siete, tres y dos de los conteos Digital Songs, Radio Songs y Adult Contemporary, respectivamente. Además, la RIAA condecoró al sencillo con un disco de platino por vender más de un millón de descargas digitales en el país. Para mediados de junio de 2014, había vendido más de 2 169 000 copias digitales. En Canadá, logró escalar hasta la quinta casilla de la lista Canadian Hot 100 y a la decimosegunda de la Hot Canadian Digital Songs, mientras que en Brasil obtuvo la ubicación número cuarenta y siete del Brazil Hot 100 Airplay. Por otro lado, en países de habla hispana, solo entró en el Mexico Airplay de México en el puesto quince. En el país canadiense, obtuvo la certificación de doble platino, debido a más de 160 000 descargas vendidas.
En Bélgica, entró en listas de dos de sus regiones. En la región flamenca, se ubicó en el número ocho de la lista Ultratip 50, mientras que en el veintitrés de la Ultratop 30 Airplay. En tanto en la región valona, llegó hasta el decimotercer lugar de la Ultratip 50. En la República Checa, debutó en el puesto ochenta y siete de su lista de radios y ediciones después, alcanzó el lugar once. Igualmente, la pista figuró en el conteo radial de Eslovaquia, solo que en la posición treinta y ocho. En Dinamarca, subió hasta el número cuatro del ranking Airplay Top 20, y además recibió un disco de oro debido a más de 900 000 actividad de streaming en el país. Por otra parte, llegó hasta las posiciones trigésimo quinta y trigésimo séptima de los conteos de Austria e Irlanda, respectivamente. A pesar de que «Daylight» no figuró en ninguna lista de Italia, recibió la certificación de disco de oro de parte de la FIMI, gracias a ventas elevadas a 15 mil copias. En Suiza, los Países Bajos, el Reino Unido, Francia y Alemania, alcanzó como máximo lugar los puestos número cincuenta y tres, cincuenta y ocho, sesenta y tres, setenta y cuatro y setenta y cinco, respectivamente. En Australia, debutó en el puesto setenta de la lista Australian Singles Chart, siendo el decimotercer tema de la banda que entra en el top 100 de ese país. Posteriormente, subió hasta el número diecinueve como máxima posición en el país, al igual que en el ARIA Digital Tracks. En suma, la ARIA le otorgó un disco de platino por ventas elevadas a 70 000 ejemplares. Por otra parte, alcanzó el decimoprimer puesto en Nueva Zelanda y recibió un disco de oro por vender más de 7500 descargas en el territorio de parte de la RIANZ.

## Promoción

### Vídeo musical

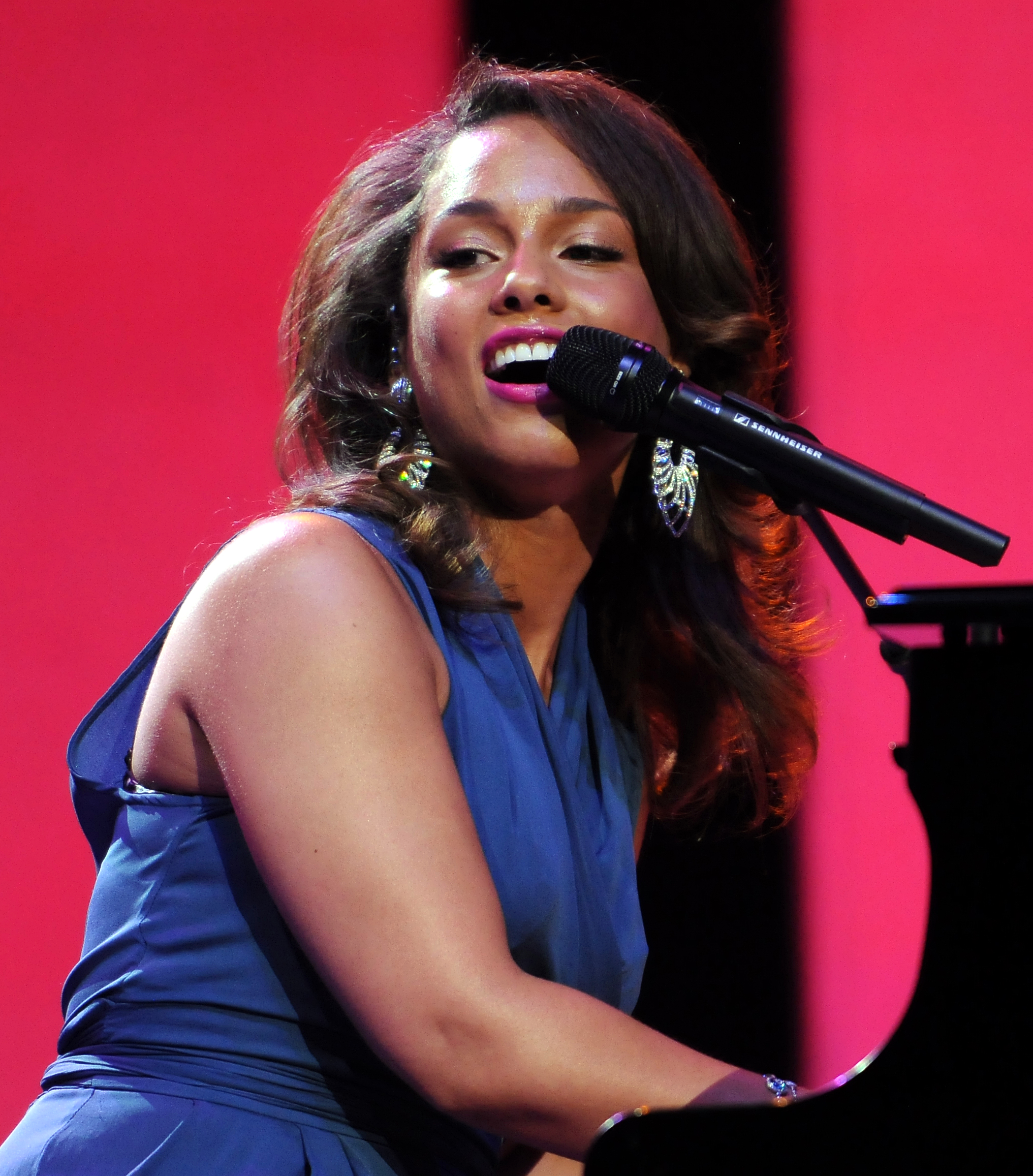
Maroon 5 tocó «Daylight» en un popurrí con «Gilr on Fire», al lado de Alicia Keys.

El 18 de septiembre de 2012, la banda anunció en su página web: «Necesitamos su ayuda para nuestro próximo vídeo musical. [Les] estamos pidiendo que [nos] permitan grabar y compartir sus historias y puedan ser elegidos para aparecer en el vídeo de nuestro tercer sencillo "Daylight", dirigido por Jonas Akerlund». Adam Levine explicó que: «Por muy diferentes que seamos todos, hay temas comunes que nos unen, inspiran y muestran a todos lo que es importante hoy en día». Además, Akerlund agregó que lo que quieren es «presentar el mundo de hoy y el del futuro, creando algo más que un vídeo musical». Para ello, publicaron un sitio web exclusivo titulado «Daylight Proyect». El video musical se publicó el 11 de diciembre de 2012 en la cuenta de VEVO de la banda en YouTube. Su trama cuenta con partes de muchos vídeos de fanáticos mostrando sus más profundos sentimientos, así como lo que más les gusta, lo que más odian, de lo que se arrepienten, entre otras cosas. Sin embargo, la agrupación no figura en el vídeo. Melinda Newman lo describió como «la condición humana en todas sus formas en nueve minutos». Además, el 17 de enero de 2013, la banda subió otro clip en YouTube titulado «Daylight (Playing for Change)» como parte del proyecto musical Playing for Change que reúne a distintos músicos de todo el mundo. En este videoclip, los mencionados se filmaron en vivo en las calles de sus respecivas ciudades y a diferencia del otro, Maroon 5 aparece cantando el tema en un concierto al aire libre.

### Interpretaciones en directo
Maroon 5 interpretó «Daylight» por primera vez en el reality show The Voice el 8 de noviembre de 2012. Para su presentación, los integrantes vestían prendas de color azul y comenzó con el escenario a oscuras para luego empezar un juego de luces en el primer estribillo. El 17 del mismo mes, aparecieron por cuarta vez en el programa Saturday Night Live para tocar la pista junto con «One More Night». El 10 de febrero de 2013, Maroon 5 presentó el sencillo en un popurrí con «Girl on Fire» en compañía de la cantante Alicia Keys, en la quincuagésima quinta entrega de los premios Grammy. La agrupación apareció primero con la interpretación de su tema y tiempo después, Keys emergió entre las luces tocando dos tambores para cantar su canción. De acuerdo con Samantha Martin del sitio web Pop Dust, comentó que Levine tiene un gran poder vocal y buena confianza en el escenario, pero su interpretación se estaba poniendo aburrida. Por su lado, Melissa Locker de la revista Time dijo: «El problema [del espectáculo] es que las dos canciones son repetitivas y la unión de sus ganchos no le hizo ningún favor [a la presentación]». En cambio, a Michele Catalano de la revista Forbes le pareció que Levine fue un «corista» de Keys, pues la parte de la actuación de la cantante fue toda sobre ella. Maroon 5 incluyó a «Daylight» en el repertorio de su gira mundial Overexposed Tour de 2012 y 2013 como parte del encore.

## Formato
Sencillo en CD
| «Daylight» — Sencillo en CD |                           |          |  |
| N.º                         | Título                    | Duración |  |
| 1.                          | «Daylight»                | 3:45     |  |
| 2.                          | «Daylight» (Instrumental) | 3:45     |  |

## Posicionamiento en listas

### Semanales
| País              | Lista                      | Mejor posición |
| 2012 — 2013       | 2012 — 2013                | 2012 — 2013    |
| ----------------- | -------------------------- | -------------- |
| Alemania          | German Singles Chart       | 75             |
| Alemania          | German Airplay Chart       | 26             |
| Australia         | Australian Singles Chart   | 19             |
| Australia         | ARIA Digital Tracks        | 19             |
| Austria           | Austrian Singles Chart     | 35             |
| Bélgica (Flandes) | Ultratip 50                | 8              |
| Bélgica (Flandes) | Ultratop 30 Airplay        | 23             |
| Bélgica (Valonia) | Ultratip 50                | 13             |
| Brasil            | Brazil Hot 100 Airplay     | 47             |
| Canadá            | Canadian Hot 100           | 5              |
| Canadá            | Hot Canadian Digital Songs | 12             |
| Dinamarca         | Airplay Top 20             | 4              |
| Eslovaquia        | Slovakia Radio Top 100     | 38             |
| Estados Unidos    | Billboard Hot 100          | 7              |
| Estados Unidos    | Digital Songs              | 7              |
| Estados Unidos    | Pop Songs                  | 1              |
| Estados Unidos    | Radio Songs                | 3              |
| Estados Unidos    | Adult Pop Songs            | 1              |
| Estados Unidos    | Adult Contemporary         | 2              |
| Francia           | French Singles Chart       | 74             |
| Francia           | Classements Radios         | 23             |
| Irlanda           | Irish Singles Chart        | 37             |
| México            | Mexico Airplay             | 15             |
| Nueva Zelanda     | NZ Top 40 Singles          | 11             |
| Países Bajos      | Dutch Singles Chart        | 58             |
| Reino Unido       | UK Singles Chart           | 63             |
| República Checa   | Czech Radio Top 100        | 11             |
| Suiza             | Swiss Singles Chart        | 53             |

#### Sucesión en listas
| Predecesor: «Thrift Shop» de Macklemore & Ryan Lewis con Wanz | Pop Songs — Sencillo número uno 6 de abril de 2013 — 12 de abril de 2013        | Sucesor: «When I Was Your Man» de Bruno Mars |
| Predecesor: «I Knew You Were Trouble» de Taylor Swift         | Adult Pop Songs — Sencillo número uno 23 de marzo de 2013 — 19 de abril de 2013 | Sucesor: «I Will Wait» de Mumford & Sons     |

### Anuales
| País           | Lista                 | Posición |
| 2013           | 2013                  | 2013     |
| -------------- | --------------------- | -------- |
| Canadá         | Canadian Hot 100      | 22       |
| Estados Unidos | Billboard Hot 100     | 35       |
| Estados Unidos | Digital Songs         | 44       |
| Estados Unidos | Pop Songs             | 10       |
| Estados Unidos | Radio Songs           | 17       |
| Estados Unidos | Adult Pop Songs       | 3        |
| Estados Unidos | Adult Contemporary    | 6        |
| Italia         | Italian Singles Chart | 83       |

### Certificaciones
| País           | Organismo certificador | Certificación   | Simbolización | Ref.   |
| -------------- | ---------------------- | --------------- | ------------- | ------ |
| Australia      | ARIA                   | Platino         | ▲             | [ 56 ] |
| Canadá         | CRIA                   | 2× Platino      | 2▲            | [ 43 ] |
| Dinamarca      | IFPI                   | Oro (streaming) | ●             | [ 47 ] |
| Estados Unidos | RIAA                   | Platino         | ▲             | [ 38 ] |
| Italia         | FIMI                   | Oro             | ●             | [ 48 ] |
| Nueva Zelanda  | RIANZ                  | Oro             | ●             | [ 57 ] |

## Premios y nominaciones
A continuación, una lista de algunos de las nominaciones y premios que obtuvo la canción en distintas ceremonias de premiación.
| Año  | Ceremonia de premiación | Categoría                | Resultado | Ref.   |
| ---- | ----------------------- | ------------------------ | --------- | ------ |
| 2014 | ASCAP Pop Music Awards  | Canción más interpretada | Ganador   | [ 76 ] |

## Créditos y personal
- Conway Studios: Estudio de grabación.
- Adam Levine: Voz, composición y producción.
- Max Martin: Composición, producción, coros, guitarra y teclados.
- Mason Levy: Composición y producción.
- Shellback: Batería.
- Sam Martin: Composición.
- Brie Larson: Coros
- Mickey Madden: Coros
- Savannah Buffet: Coros
- Serban Ghenea: Mezcla.
- Noah Passovoy: Grabación.

Fuente: Discogs y folleto de Overexposed.